# 影執事マルクシリーズ
影執事マルクシリーズ（かげしつじマルクシリーズ）は、手島史詞による日本のライトノベル。イラストはCOMTAが担当している。富士見ファンタジア文庫（富士見書房）より2008年10月から2011年8月まで刊行された。
メディアミックスとして、『月刊ASUKA』にて2010年2月号から同年9月号までCOMTAによってコミカライズされた。また、ランティスよりドラマCD『影執事マルクの響き』第一巻が2010年7月28日に、第二巻が2010年11月24日にそれぞれ発売された。

## あらすじ
主人公であるマルクは炭鉱の町の片隅にそびえる＜蜃気楼の屋敷＞に執事として仕え、主であるエルミナを守るため、エルミナを狙う＜宣教師＞や殺し屋、そして代々の＜精杯の姫＞を取り巻く因縁と戦う。

## 登場人物
※キャストはドラマCD版のもの。
マルク=マルドゥーク･･･執事（バトラー）
声 - 神谷浩史
本作の主人公。眼鏡をかけた苦労人。幼い頃に両親が蒸発し、以来生きるために様々な職や裏稼業を経験してきた。
ある日突然山犬の契約精霊である＜クフ・リーン＞にほぼ強制的に契約者にさせられてしまい、以来太陽の元を歩けない体となってしまう。そんな境遇に嘆きながらも、契約者として様々な仕事を遂行していくうちに《黒衣》の二つ名を持つ凄腕として名を馳せることとなる。
その後アルバ＝ディーノに雇われる形で執事として屋敷に潜入しエルミナを暗殺しようとするが、圧倒的な実力の前に敗北。以来反撃のチャンスをうかがいつつもしばらく彼女と接しているうちに心からエルミナに仕えたいと思うようになり、アルバを裏切って真の意味で彼女の執事となる。
前述の説明の通り幼い頃から様々な職を転々としていたため、執事に必要なスキルはほぼすべて身につけており、執事としての技能はとても高い。また、サーカス団に所属していた経緯からナイフの扱いに関しては達人級で、戦闘の際には契約能力と投げナイフを駆使したスタイルで圧倒的な実力を見せつける。
作中でエルミナに、執事としてではなく一人の男性としての好意を自覚するが、また同時にカナメにも同様の感情を抱き苦悩する。
＜クフ・リーン＞との契約によって得た能力は「影に触れることで対象を拘束、破壊する」能力で、対価は「太陽の元を歩くと大火傷を負う」こと。太陽光を避けるために身につけた全身黒の衣装が、彼の《黒衣》の二つ名の由来となった。後にエルミナとの契約で「空白の契約書」によって対価が疑似的に返還され、代わりに「時々体感温度が狂う」対価を負った。
影を拘束する際には自身の足元の固定、つまりその場から動かないことが制約になっている（そのため、常に動いている列車の中などでは能力が発動できない）が、一度対象の影を捉えてしまえば力づくで逃れることは難しく、また投げナイフとの合わせ技としてナイフの影を対象の影に合わせて相手を破壊する《魔槍》を必殺技として扱う他、自身が持っている物の影を拘束することで決して壊れない武器を作り出すことも可能。
厳しい制約のため、真昼では思うように能力を扱うことが出来ないが、投げナイフを始め能力に頼らないバトルスタイルを磨きあげた結果、たとえ能力が使えない状態にあっても安定した強さを誇る。また、「足元の固定」という制約は日中のみであり、日が沈んだ夜ではこの制約が実質無効化され、街ひとつを飲み込むほどの効果範囲を得る。
その安定した強さと知名度から、強力な契約者のトップ四人を示す《四強》の一角に数えられる。しかし当のマルク本人はそのことを全く知らなかった。
エルミナ=ヴァレンシュタイン･･･当主
声 - 高垣彩陽
若きヴァレンシュタイン家の当主にして本作のヒロイン。人形のように無表情な少女で、読書と紅茶を好む。
幼い頃《アルスマグナ》の暴走によってに昏睡状態に陥った姉妹のエミリオを救うために<空白の契約書>を作り出し、その契約書に名前を刻む契約者を集めている。
エミリオを失って以降は笑顔を失っていたのだが、マルクと出会ったことで徐々に笑顔を取り戻していき、最初はアイシャとドミニクだけだった従者たちも徐々に増え、にぎやかで楽しい生活を送っている。マルクと一緒に過ごすうちに、彼に好意を持つようになる。
カナメ=ヒラサカ･･･裁縫師(ニードルワーカー)
声 - 悠木碧
マルクの後に屋敷を襲撃した契約者の一人で、頭髪、肌、まつげに至るまで全身が白く染まった小さな少女。《東方不敗》の二つ名を持つ最強クラスの実力者で、本作のもう一人のヒロイン。＜暗乃守夜之＞や＜モルドレット＞などの剣を愛用する。
《キョクト》と呼ばれる東方の島国の出身。アイシャに引けを取らぬ体術と圧倒的な剣捌きで、単体の戦闘力では作中でも屈指の実力を誇る。
初めはアーロンやヨハエルと共にエルミナを襲撃しマルクを打ち破るが、その後彼の逆鱗に触れてしまい死闘を繰り広げる。最終的に敵味方全てを巻き込んだヨハエルの攻撃で命を落としかけるもマルクに助けられ、一命を取り留めた後に和解。エルミナへの敵対を止め、マルクに誘われる形でエルミナの従者となる。その際、自分に新しい居場所をくれたマルクに好意を抱くようになる。後に好きだと正面から告白する。
契約精霊は＜沙波（イサナミ）＞。能力は「触れた物を液状化する」力で対価は「体の液状化」で、体としての実体を失う対価ゆえに物に触れることもできない。カナメはそれを自身の髪を編み込んだ呪符を全身に巡らせることで何とかその対価を抑えていた。
ちなみに当初は能力の対価による影響を抑えるために全身を呪符で覆い隠したクラゲのような姿をしていたことと、諸事情からマルクが眼鏡を失っていたため彼からは女性と認識されておらず、女の子の様な顔の少年と認識されていた。
後にエルミナと契約して実体を取り戻す代わりに、「日光に弱い」と言う対価を負った。
能力の特性として、あらゆる精霊の能力を無効化する力を持っていることに加えて圧倒的な剣術まで収めている為、正面からカナメと戦って勝てる相手はまず存在しない。終盤には殺気だけで相手の心をへし折る技まで身につけたため、並の相手では刀を抜くまでもなく制圧することができる。
マルクと同様今代の《四強》の一人。
アイシャ=クラン=ウィード･･･侍女(メイド)
声 - 豊崎愛生
屋敷に潜入したマルクが最初に出会った人物で、エルミナの侍女を務める13歳の少女。元気なドジっ子娘で、何事にも一生懸命に取り組むのだがほとんど空回りしてしまっている。また料理が恐ろしく下手でそのセンスは料理人であるセリアが匙を投げる程。
《クーランの民》と言われる一族の末裔で、まだ幼い少女ながらもマルクを圧倒する体術と力を誇っている。ただ、クーランの持つ馬鹿力のせいで力加減が分からず、皿などは何百枚も割っている。実は同じクーランの民であるアルバの妹。
契約精霊は＜バーラ・ルー＞。手に入れた力は「視界に映る物を灰に変える」能力で、対価は「視界に移るもの全てが灰色に見えてしまう」こと。圧倒的で容赦のない能力でありコントロールが難しく、彼女の視界範囲内全てが能力の有効範囲である。また、視界を閉じることで、遠くにいる誰かの視界を自分も見ることができる。そのため人探しなどに適任の能力であるが、あくまで視界を借りるだけなので暗い場所では何も見えないこともある。
契約者として仕事をしたことはなく実戦経験もほとんどないが、かつて引き越してしまった事件から、本人も知らぬ間に《鳳》の二つ名で呼ばれるようになった。彼女も今代の《四強》の一人である。
＜バーラ・ルー＞はアイシャの氏族が崇めた赫鷲の片割れで、もう片方の精霊はアルバが受け継いでいる。
ドミニク･･･家令(ハウススチュワード)
声 - 三木眞一郎
常にのほほんとした笑みを浮かべており、見ようによっては若い青年とも年老いた老人にも思える年齢不詳の人物。ヴァレンシュタイン家を取り仕切る家令としての顔の他に、エルミナとエミリオの教育係としての顔も持っており、二人との付き合いは屋敷の誰よりも長い。他貴族との交渉や、ヴァレンシュタイン家を支える金銭を稼ぐための仕事などで度々屋敷を留守にすることがある。
契約者ではない普通の人間のはずなのだが契約者をも圧倒する実力を持ち、特に銃はマルクですら反応できないほどの速度の早撃ちを得意としている。また、高い能力を誇るクリスの狙撃もこともなくかわして見せるなど、作中での戦闘は皆無に等しいが高い実力を誇る謎多き人物。
セリア･･･料理人
声 - 伊藤静
《魔弾の射手》という通り名を持つ契約者でアーロンの実の娘。初期の頃はある理由によりアルバと組んでいたが、現在はアーロンに誘われる形で料理人としてエルミナの下で働くようになる。作中では幾度とマルクとぶつかり、一種の好敵手のような関係になっており、その名残か屋敷に来て以降も、マルクに対してだけはわざと失敗した料理を出したり、威力こそ弱めているが能力で砂糖などを撃ち込むなどのいたずら染みた攻撃を仕掛けてくる。他の使用人には優しく、特にアイシャのことは妹のように可愛がっている。
年長者ゆえか、カナメやアイシャだけでなく主であるエルミナもちゃん付けで呼ぶ。
契約精霊は＜ルー･グー＞で、能力は斥力と引力。ただの石ころやコインを弾丸以上のスピードで放つことが出来、使い方次第では人間に対しても使用できる。が、干渉する物体が大きければ大きい程能力が効きづらくなる。マルク曰く能力が物体に作用するまでのスピードは屋敷内で最速。対価は《声の喪失》だったが、エルミナの従者になって以降は普通に喋れるようになる。また、作者の言から彼女が代わりに負った対価は「音痴」だと思われる。
アーロン･･･庭師(ガードナー)
声 - 山口太郎
《牧神》の通り名を持つ熟練の契約者でフクロウの仮面を被っている。セリアの実の父親なのだが、人間とは思えない程大きな体格をしておりセリアと似ているところは赤髪位しかない。だが、仮面を取るとマルクが憧れるほどに整った顔立ちをしている。
登場当初はカナメ達と共にエルミナを襲撃したが、後に襲撃する理由が無くなり、昔はハンターの仕事をしていた経緯から屋敷の庭師を探していたマルクに誘われる形でカナメと共にエルミナの従者となった。植物たちに対する愛情はとても深く、庭を荒らす者は誰であろうと容赦しない。また、本気で怒った時は身につけている仮面を素手で握りつぶして壊してしまう癖がある（仮面はスペアをいくつか持っている模様）。
契約精霊は＜ハヌ・マーン＞で、能力は読心能力。相手と目を合わせることでの心の表層を読み取ることが出来る力だが、相手の深い深層心理までは探ることは出来ない。が、それは能力の一部分にしか過ぎず、「相手の思考を一瞬書きかえる」ことこそがこの能力の本質である。これはアーロンが仮面を外した時にしか使わないが、アーロン程の巨体から繰り出される攻撃はただの拳であっても相手を絶命させるには十分すぎる威力であるため、彼が相手の思考にただ「止まれ」と干渉し、殴りつけるだけで決着が決まってしまう。それだけでなく、単純に相手に「死ね」と能力を使って命令するだけで簡単に命を奪う事も出来るため、彼が仮面を滅多に外さないのは本気を出さないためというより強力すぎる能力を抑えるためかもしれない。
仮面を外したアーロンはマルクをして「屋敷内でも最強になりえる」とまで言わしめるほどであり、先代の《四強》の一人でもあった。また、《四強》に名を連ねていたこともあってか能力に頼らずとも十分強く、常人離れした体躯と磨き抜かれた体術は契約者最強と謳われるカナメの剣術と互角以上に切り結べる程。
対価は「痛覚･温度覚の喪失」で、エルミナの従者となって以降はその対価を返されているが、代わりに負った対価が「痛覚の過剰反応」のため、ただでさえ帰ってきたばかりの痛覚に加えてちょっとしたことでも常人以上に苦痛を感じるようになっている。
ジェノバ=ジェノワーズ･･･掃除婦兼医者
声 - 広橋涼
《吸血姫》の通り名を持つ契約者で、以前《黒衣》だった時代のマルクと組んでいた。背負っている巨大な棺と、恐ろしくけばけばしい黒い厚化粧が特徴だが、実はマルクよりも若い少女。黒という色に強い愛情を抱いており、身につけている服も全て黒であることは当然ながら、それを他人にも強制することもある。ちなみに素顔はかなりの美人。
後述の能力の影響で対人恐怖症に陥っており、契約者でなければまともに話すこともできず棺の中に籠もってしまう。
コンビを組んでいた頃はマルクも少なからず彼女に対して好意を抱いており、彼女の方もマルクに強い信頼を持っていたのだが、実は同性愛者であり男を恋愛対象として見ることが出来ず、マルクにトラウマを植え付け恋愛感情が鈍くなった原因を作った張本人でもある。しかし実際は彼女の方もマルクに好意を抱いていたのだが、当時告白された時恥ずかしくてつい「自分は同姓が好き」といった言葉がきっかけで彼にコンビを一方的に解消されたのが真相。その後は今更実は嘘だったという事も出来ず、試しに同性を好きになれるかどうか確かめたところ普通に愛することが出来たため、現在は自分を打ち負かしたカナメに対して強い愛情を向けている。が、本人には苦手がられており何かする度に返り討ちにあっている。
後に彼女のトラウマとなる人物が姿を現し、自責の念に塞ぎこんでいた時に迎えに来てくれたオウマの優しい言葉がきっかけで彼に強い信頼と好意を抱き付き合うことになる。
現在は若くして博士号を持つ医者という経緯を買われて屋敷専属の医師となっている。また薬草などへの造形の深さから、庭師の助手も務めている。
契約精霊は＜デル・ドーレ＞で能力は「身体能力の向上と再生能力」。その実態は「血液の成分を変化させること」で、血液をコントロールすることで筋肉の生み出すエネルギー量を操り、カナメやアイシャをも遥かに上回る身体能力の高さを誇る。また再生能力も異常に高く、死にかねないような傷でも時間をかければ再生することが出来る。またジェノバの血液を取り込むことで、ジェノバ以外の人でもその回復力の恩恵に与ることができる。五感も発達しており、知っている人物なら残り香から後を追うと言ったことも可能。
対価は「人の生き血を吸うこと」で、能力を使った後は正に吸血鬼の如く暴走してしまう。更に血以外の物は身体が受け付けないという本人にとっても苦痛以外の何者でもない対価で、暴走した時自分を拘束してくれる実力を持ったマルクを強く信頼していた。後にエルミナの従者となったことでその対価はなくなるが、代わりにアイシャが作った殺人料理を美味しいと感じてしまう「味覚が狂う」対価を負った。
オウマ･･･従僕
声 - 大平隆行
《魔術師》の通り名を持つ契約者でカナメの幼馴染。作者ですらその存在を忘れてしまう程に影が薄い。
登場初期は後述の対価によってカナメのことを覚えておらず、容赦なく深く斬りつけてしまう。その後とある理由からエルミナを誘拐するが、彼女が口ずさんだ謌でカナメのことを思い出してしまい深い後悔の念に襲われる。その後カナメを傷つけたことに激怒したマルクによって叩きのめされた後、カナメの元に行き謝罪して和解した。
現在はエミリオに雇われる形でジェノバと同時期にエルミナの従者となっており、ジェノバに淡い恋心を抱いているが振り向いてもらえていない。また、幸か不幸かジェノバが同性愛者という事実は知らず、周りもそのことは伝えていない。が、実際は誰よりもジェノバの事を見てきたため彼女が同性愛者である事もマルクの事が好きだったことにも全て気が付いているが、それら全て含めて彼女を愛している。
自分にとって新たな場所を作ってくれたマルクに恩を感じていて、彼の恋愛相談に乗ったり存在を気付かれずとも彼のピンチを救ったりしている。マルクにとってもオウマは初めての同姓で同年代の友人である。
契約精霊は＜憑黄泉＞で、能力は「自身と自身が触れている物や人の姿を消す」力。匂いや気配など存在を探るのに必要な全てを消し、完璧なる闇討ちを可能とする力。マルクに圧倒された時は能力が最大限発揮できる夜だったが、もし夜でなければ勝つにしてもかなりの苦戦を強いられていたらしい。また、彼もカナメと同じくキョクトの出身だけあって身体能力はかなり高く、「連萼」と呼ばれる蛇腹剣と短槍の二つに切り替わる変形武器と能力を駆使して戦う。ただでさえ軌道が読みにくい武器に加えてその能力の特性から攻撃を回避することは非常に困難。
対価は「認識力の喪失」、一度に一つのことしか覚えることが出来ず過去に会ったことがある人でも上手く認識することが出来ない対価で、このせいでオウマはカナメのことを忘れており、再開時には容赦なく斬りつけてしまった。
現在はエルミナの従者となることで認識力も戻っているが、代わりに「存在感の薄さ」が対価になってしまい、常人以上の五感を持つジェノバ以外には存在を気付いてもらえなくなってしまった。しかしこの存在感の無さは契約者以上の感覚を持つドミニクですら気付けない程薄いらしく、エルミナと対峙する相手達からは「こちらの情報にも載っていない切り札」と高く評価されている。
アルバ=ディーノ
ロックウォールの街を取り仕切る3つのギャングのうちのひとつ、ディーノファミリーを仕切る隻腕の男。マルクとは浅からぬ因縁があり、犬猿の仲。飲み屋のようなものを経営している。アイシャの兄。
アイシャがまだ赤子の頃に生き別れになってしまい、アルバはアイシャが死んだと思い込んでいた。あらゆるものを復元する《アルス・マグナ》の力を利用してアイシャを生き返らせるため、エルミナを狙っていた。マルクを雇いエルミナを暗殺させようとしたのもアルバであり、結果としてマルクがエルミナに仕えるきっかけを作った人物でもある。
当初はエルミナの、ひいてはアルスマグナを狙っていたが、アイシャの生存を確認してからは敵対することはなく、街の顔役の一人として出資者のエルミナと対等の関係を築いている。
再会したアイシャには、自分が兄だと伝えていない。また、アイシャもそれを黙認している（途中でアルバが兄だと知ったがアルバが言い出すまでは黙っている）。
《ヌー・アッド》の宿る精霊の器を持つ。そのため精霊の力を使うが契約者ではなく、対価に苦しむこともない。
《ヌー・アッド》はアルバの氏族が崇めた赫鷲の片割れで、もう片方の精霊は器から離れ、アイシャの契約精霊となっている。
グレリオ
宣教師に属する契約者。
かつてアイシャを契約者にするきっかけを作った張本人であり、アイシャと同い年位の見た目ながらその本性は冷徹。アイシャの持つ精霊の器を狙って、当時孤児院でいじめられていた彼女を優しく支える振りをして、絶望のどん底に突き落とした。
しかし現在ではそのことに深い罪悪感を抱いているようで、後に再開したアイシャと紆余曲折を経て和解し、それ以降は良き友人として彼女と交流を持っている。が、グレリオの方はそれ以上の感情を抱いているようである。現在はアルバの元で雇われているが、その仲はマルクとアルバの関係に負けない位悪い。が、互いの実力は認め合っておりなんだかんだでいいコンビになっている。
契約精霊は《キー・アーン》。小さな鳥型の爆弾を生成する能力。外見年齢はアイシャと同じくらいだが、それは「歳をとらない」対価のせいであり実年齢はヨハエルより上。そのためか契約者としての実力・経験はかなり高く、宣教師の中でも上位の実力者とされている。
過去に凄惨な目に合わされたことから、ドミニクを恐れている。
ヨハエル
宣教師に属する契約者で、役職名も通り名も《宣教師》。対価により《正の感情》が無いため、いつも泣いており「悲しいです」が口癖になっている。
エルミナを狙い、カナメとアーロンを雇って蜃気楼の屋敷を襲撃する。が、エルミナの逆鱗に触れたことにより片腕を消失、敗走した。以後エルミナに好意を抱くが、そのアプローチもどこか歪である。
精霊《クーア･ルンゲ》と契約しており、触れたものに振動を起こす力を持つ。地面を揺らして意図的に地震を起こすことができる。
エミリオ=ヴァレンシュタイン
エルミナの双子の姉妹。アルスマグナにの対価として囚われており、蜃気楼の屋敷の地下で眠っている。
ロッジ
マルクと交流があるギャング。ロックウォールの街を取り仕切るギャングのうちの一つに所属している。
クリス･マルドゥーク
マルクの兄。契約者ではなく普通の人間。凄腕の実力者であるが女装癖があり、マルクは彼のことを兄と認めたがらない。
世の中の全ての女の子の笑顔を見ることを生きがいとしており、そのためならばそれ以外は生贄にでもするという意味残酷な人。女の子を幸せにするためなら、一度不幸に叩き落とすことすらある。
マルクが黒衣を身に纏うきっかけを作った人物であり、その当時はクリスのことを深く尊敬していたのだが、女装癖に目覚めた現在は深く嫌悪している。
自分のことを「クリスティーナ」と呼び、男扱いした者･女性を傷つけた者には躊躇いなく銃口を向ける。
宣教師含め数々の組織に身を置いていたが、その全ての組織を裏切っており常に命を狙われている。

## 既刊一覧

### 小説
- 手島史詞（著）・COMTA（イラスト）、富士見書房〈富士見ファンタジア文庫〉、全12巻
  - 『影執事マルクの手違い』、2008年10月18日発売[3]、ISBN 978-4-8291-3336-1
  - 『影執事マルクの迎撃』、2009年1月20日発売[4]、ISBN 978-4-8291-3373-6
  - 『影執事マルクの天敵』、2009年4月18日発売[5]、ISBN 978-4-8291-3399-6
  - 『影執事マルクの忘却』、2009年7月18日発売[6]、ISBN 978-4-8291-3423-8
  - 『影執事マルクの迷走』、2009年9月19日発売[7]、ISBN 978-4-8291-3448-1
  - 『影執事マルクの覚醒』、2009年12月19日発売[8]、ISBN 978-4-8291-3475-7
  - 『影執事マルクの秘密』、2010年4月20日発売[9]、ISBN 978-4-8291-3505-1
  - 『影執事マルクの道行き』、2010年7月17日発売[10]、ISBN 978-4-8291-3545-7
  - 『影執事マルクの彷徨』、2010年11月20日発売[11]、ISBN 978-4-8291-3582-2
  - 『影執事マルクの決断』、2011年2月19日発売[12]、ISBN 978-4-8291-3617-1
  - 『影執事マルクの恋歌』、2011年7月20日発売[13]、ISBN 978-4-8291-3659-1
  - 『影執事マルクの契約』、2011年10月20日発売[14]、ISBN 978-4-8291-3694-2

### 漫画
- 手島史詞（原作）・COMTA（作画） 『影執事マルクの手違い』 角川書店〈あすかコミックスDX〉、全2巻
  1. 2010年7月22日発売[15]、ISBN 978-4-04-854496-2
  2. 2010年11月20日発売[16]、ISBN 978-4-04-854560-0